# Evan S. Connell
Pour les articles homonymes, voir Connell.
Evan Shelby Connell Jr., connu sous la signature Evan S. Connell, né le 17 août 1924 à Kansas City, au Missouri, et mort le 10 janvier 2013 à Santa Fe, au Nouveau-Mexique, est un écrivain américain, auteur du diptyque romanesque Mrs. Bridge (1959) et Mr. Bridge (1969).

## Biographie
Fils unique du médecin Evan S. Connell, Sr. (1890-1974), il grandit dans un foyer conservateur, mais heureux, avec sa sœur Barbara (Mme Matthew Zimmermann) à qui il dédiera son roman, Mrs. Bridge (1959). 
Après avoir terminé en 1942 des études dans un High school de sa ville natale, il entre au Dartmouth College, mais, en raison de la Seconde Guerre mondiale, doit joindre les rangs de la marine en 1943. 
Après la fin du conflit, il s'inscrit à l'université du Kansas, où il décroche un baccalauréat en anglais en 1947. Il étudie ensuite l'écriture créative à l'université Columbia de New York et à l'université Stanford en Californie. 
Jamais marié, il s'installe et travaille à Sausalito (Californie).
Dans les années 1950, il se lance à temps perdu dans l'écriture. Il publie une première nouvelle, The Anatomy Lesson, en 1953, qu'il reprend dans le recueil The Anatomy Lesson and Other Stories en 1957.
Le roman Mrs. Bridge (1959), une satire douce-amère d'un couple conservateur de la petite bourgeoisie qui demeure à Kansas City dans les années 1920, obtient un succès critique et public considérable. Le romancier s'est inspiré en partie de ses propres parents pour écrire le roman, mais parvient à dépasser le simple album de famille. Dix ans plus tard, il publie une suite, intitulée Mr. Bridge (1969), qui prolonge la chronique du couple jusqu'aux années 1940. Les romans sont composés d'une suite de très courts chapitres qui construisent peu à peu l'univers des deux personnages-clefs et exposent, à l'aide de situations souvent banales, leurs préjugés, leur faiblesses et leur humanité. Le diptyque romanesque est adapté au cinéma en 1990 sous le titre Mr and Mrs Bridge, un film réalisé par James Ivory, avec Paul Newman et Joanne Woodward dans les rôles titres.
Evan S. Connell a également publié de la poésie, des essais et des biographies, dont Son of the Morning Star: Custer and the Little Bighorn (1984), sur le général George Armstrong Custer lors de la bataille de Little Bighorn en juin 1876. Cette biographie historique, où la part romancée n'est pas négligeable, obtient un succès inattendu et est adaptée à la télévision en 1991 sous le Son of the Morning Star, une mini-série réalisée par Mike Robe, avec Gary Cole dans le rôle du général Custer, Stanley Anderson dans celui du général Grant, et Rosanna Arquette.
En 2010, Evan S. Connell reçoit pour l'ensemble de son œuvre le Robert Kirsch Award, prix honorifique associé au Los Angeles Times Book Prize.
Il est trouvé mort sur une aire d'urgence d'une autoroute du Nouveau-Mexique en janvier 2013.

## Œuvre

### Romans

#### Diptyque desBridge
- Mrs. Bridge (1959) Publié en français sous le titre Mr. & Mrs. Bridge, 1 volume, romans traduits par Clément Leclerc (Mrs. Bridge) et Philippe Safavi (Mr. Bridge), Paris, Flammarion, 1990  (ISBN 2-08-066460-3) ; réédition des deux romans sous le même titre, Paris, J'ai lu, no 3041, 1991  (ISBN 2-277-23041-3) ; réédition de Mrs. Bridge, Paris, Belfond, coll. « Vintage » no 18, 2016  (ISBN 978-2-7144-5959-6) ; réédition, Paris, 10/18, coll. « Littérature étrangère » no 5226, 2017  (ISBN 978-2-264-06984-9)
- Mr. Bridge (1969) Publié en français sous le titre Mr. & Mrs. Bridge, 1 volume, romans traduits par Clément Leclerc (Mrs. Bridge) et Philippe Safavi (Mr. Bridge), Paris, Flammarion, 1990  (ISBN 2-08-066460-3) ; réédition des deux romans sous le même titre, Paris, J'ai lu, no 3041, 1991  (ISBN 2-277-23041-3) ; réédition de Mr. Bridge, Paris, Belfond, coll. « Vintage » no 19, 2016  (ISBN 978-2-7144-5958-9) ; réédition, Paris, 10/18, coll. « Littérature étrangère » no 5225, 2017  (ISBN 978-2-264-06961-0)

#### Autres romans
- The Patriot (1960)
- The Connoisseur (1974)
- Double Honeymoon (1976)
- Alchymist's Journal (1991)

### Recueils de nouvelles
- The Anatomy Lesson and Other Stories (1957)
- At The Crossroads (1964)
- The Collected Stories of Evan S. Connell (1995)
- Lost in Uttar Pradesh (2008)

### Nouvelles
- The Anatomy Lesson (1953)
- Crash Landing (1958)
- Mademoiselle from Kansas City (1958)
- The Suicide (1964)
- Leon and Bébert (1964)
- The Corset (1964)
- The Mountains of Guatemala (1964)
- St. Augustine’s Pigeon (1965)
- The Promotion (1968)
- The Undersigned, Leon & Bébert (1969)
- Lost in Uttar Pradesh (2005)

### Recueils de poèmes
- Notes From a Bottle Found on the Beach (1963)
- Points for a Compass Rose (1973)

### Biographies
- Son of the Morning Star: Custer and the Little Bighorn (1984), sur le général Custer
- Francisco Goya: a life (2003)

### Essais
- The Diary of a Rapist (1966)
- A Long Desire (1979)
- The White Lantern (1980)
- Deus Lo Volt! (2000)
- The Aztec Treasure House: New and Selected Essays (2001)

## Adaptations

### Au cinéma
- 1990 : Mr and Mrs Bridge, film américano-britannique réalisé par James Ivory, avec Paul Newman et Joanne Woodward dans les rôles titres.

### À la télévision
- 1991 : Son of the Morning Star, mini-série américaine en deux épisodes réalisée par Mike Robe, avec Gary Cole dans le rôle du général Custer, Stanley Anderson dans celui du général Grant, et Rosanna Arquette